# Hůrky
Hůrky – wieś i gmina w Czechach, w powiecie Rokycany, w kraju pilzneńskim. Według danych z dnia 1 stycznia 2013 liczyła 226 mieszkańców.